# Sfincia di San Giuseppe
La sfincia di San Giuseppe è un dolce fritto tipico della Sicilia che, come tale, è stato ufficialmente inserito nella lista dei prodotti agroalimentari tradizionali italiani (P.A.T) del Ministero delle politiche agricole alimentari e forestali (Mipaaf).
È una pasta fritta nello strutto, successivamente farcita con ricotta zuccherata mista a gocce di cioccolato fondente e canditi (solitamente una ciliegia o una scorzetta d'arancia).
È diffuso nella Sicilia occidentale, originariamente prodotto a Palermo, e viene consumato tradizionalmente il 19 marzo, durante la festa di san Giuseppe, considerata in tutta l'Isola la prima festività della nuova stagione primaverile, oltre che la festa del papà. Col tempo, il prodotto ha perso il legame con la stagione primaverile ed è diventato disponibile al consumo in tutti i giorni dell'anno.

## Etimologia
In siciliano con "i sfinci" ci si riferisce a qualsivoglia prodotto culinario di consistenza morbida e irregolare simile ad una spugna. Di norma è pastella fritta condita variamente, tra dolce e salato. 
Etimologicamente sfincia (f.s.) deriva dall'arabo إِسْفَنْج (ʾisfanj), partendo a sua volta dal latino spongia (“spugna”). Alcuni dialetti siciliani rendono occlusiva la -f- per cui esiste la variante spincia.
U sfinciuni è la sua variante accrescitiva.

## Storia

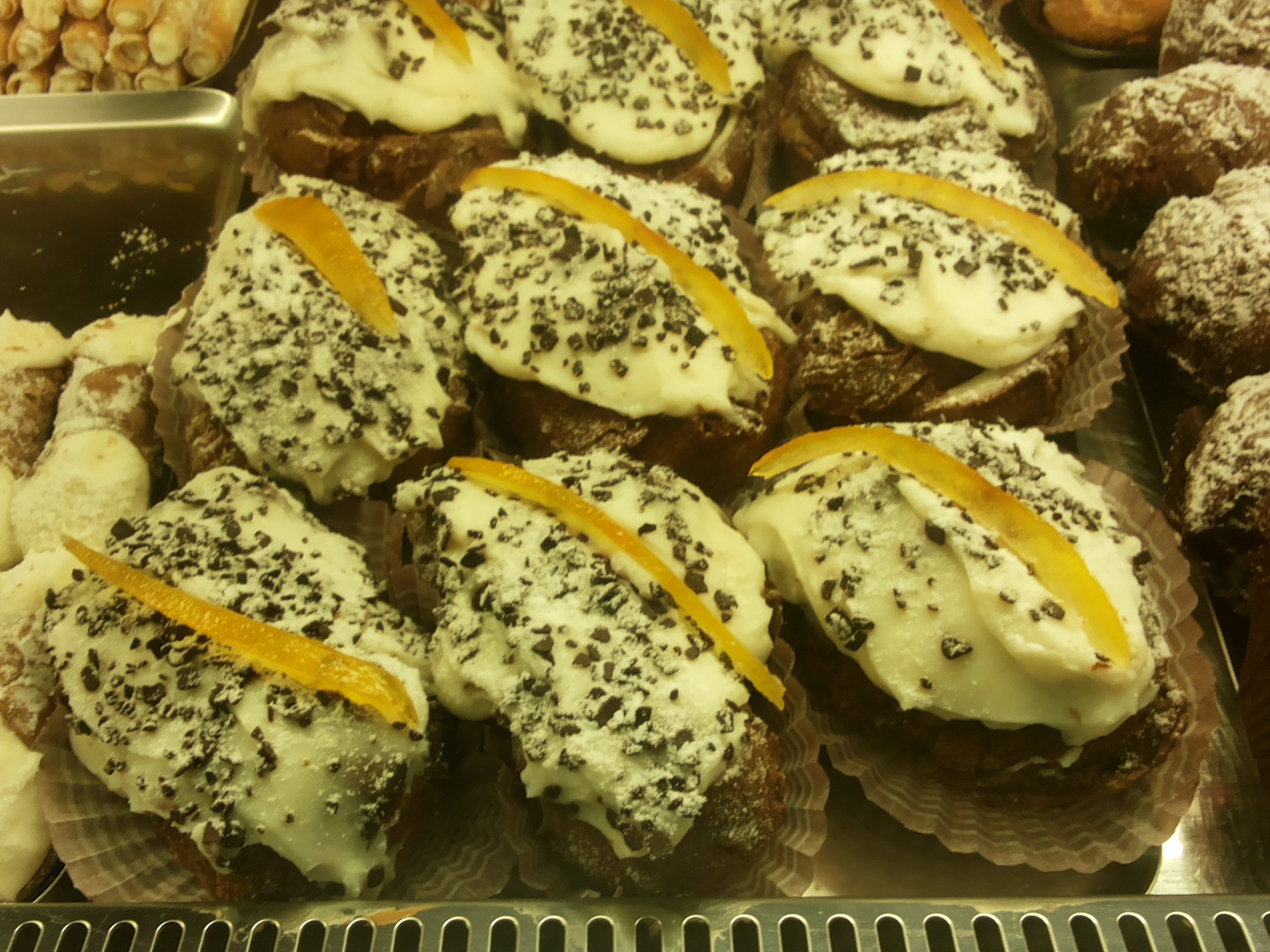
Sfince di San Giuseppe

L'origine di questo dolce è antichissima, tanto che compare, anche se con nomi diversi, nella Bibbia e nel Corano. Inoltre, pare che sia l'evoluzione di pani o dolci arabi o persiani fritti nell'olio.
Questa semplice frittella è stata trasformata in un dolce più complesso dall'abilità delle suore del monastero delle Stimmate, situato a Palermo, che l'hanno tramandato ai pasticcieri palermitani e l'hanno dedicato al Santo degli umili, come umili del resto sono anche gli ingredienti. I pasticceri palermitani hanno successivamente arricchito questo dolce con alcuni ingredienti tipicamente siciliani: crema di ricotta, grani di pistacchio e canditi di scorza d'arancia.

## Caratteristiche[2]
Tradizionalmente la sfincia, grande quanto un pugno, va fritta in grassi. Tutto questo dopo aver impastato della farina con uova intere e solo tuorli e a ciò si aggiunge del lievito con latte e zucchero. Una volta mescolato il tutto, quando l'impasto è morbido ed elastico, si lascia riposare per farlo lievitare.
A questo punto, il prodotto viene messo in una padella con sugna o con strutto e, quando acquisisce un colore dorato, viene tolto dalla padella e ricoperto con una crema di ricotta di pecora con pezzetti di cioccolato e zuccherata, e guarnita da scorza d'arancia candita.